# Sida bordasiana
Sida bordasiana är en malvaväxtart som beskrevs av Antonio Krapovickas. Sida bordasiana ingår i släktet sammetsmalvor, och familjen malvaväxter. Inga underarter finns listade i Catalogue of Life.